# FundiPau
FundiPau és una fundació sense ànim de lucre de Catalunya, que promou la cultura de la pau. És membre de l'Oficina Internacional per la Pau (IPB) i promotora de la Crida per la Pau de la Haia. També és membre fundador del Centre Unesco de Catalunya.

## Història
Creada el 1983, amb el nom de Fundació per la Pau, —a partir de la col·laboració desinteresada de ciutadans i ciutadanes anònims— té la missió de promoure la pau, la democràcia i el desarmament a tots els mitjans de difusió.
L'any 2005 el "moviment popular per la Pau" fou guardonat amb el Premi Nacional de Cultura Popular, concedit per la Generalitat de Catalunya, escollint la "Fundació per la Pau" com el seu representant per rebre el premi en reconeixement de la seva espontaneïtat i compromís, activisme participatiu i creativitat, manifestació del tarannà popular ben arrelat en el poble català.
El 2012 canvia de nom i passa a anomenar-se amb l'actual: FundiPau.

## Activitats
Actua per:
- promoure la investigació per la pau, per conèixer millor les causes de la violència i de les guerres i per saber com podem evitar-les (jornades, seminaris, publicacions, etc.).
- fer accions i propostes d'educació per la pau, com una via de substitució progressiva de la cultura de la violència per una cultura de pau (exposicions, activitats i materials didàctics, cursos de formació, conferències, etc.).
- dur a terme campanyes de sensibilització social i pressió política per reclamar a les institucions compromisos cap al desarmament, la desmilitarització, la prevenció de conflictes, el ple respecte als drets humans i la promoció activa d'una cultura de pau.
- donar suport a persones i grups que promouen la resolució pacífica dels conflictes a diversos països (País Basc, Balcans, Colòmbia, Israel-Palestina, etc.)
- L'abril de 2018, la Fundació per la Pau va prendre partit en la campanya «Demà pots ser tu», impulsada per Òmnium Cultural i tres entitats més: l'Institut de Drets Humans de Catalunya; l'Institut Internacional per l'Acció Noviolenta; i l'associació Irídia, de denúncia de les persones represaliades per motius polítics a l'Estat.[2]